# Philonthus temporalis
Philonthus temporalis es una especie de escarabajo del género Philonthus, familia Staphylinidae. Fue descrita científicamente por Mulsant & Rey en 1853.
Se distribuye por Europa. Habita en Austria, Bélgica, Francia, Italia, Suiza, Estonia y Países Bajos.